# Mallophora clavipes
Mallophora clavipes är en tvåvingeart som beskrevs av Charles Howard Curran 1941. Mallophora clavipes ingår i släktet Mallophora och familjen rovflugor. Inga underarter finns listade i Catalogue of Life.